# Ізелін Солгейм (борчиня)
Ізелін Марія Моен Солгейм (норв. Iselin Maria Moen Solheim; нар. 7 серпня 1995) — норвезька борчиня вільного стилю та пляжна борчиня, срібна призерка чемпіонату світу з пляжної боротьби, бронзова призерка чемпіонату Європи з вільної боротьби, бронзова призерка Європейських ігор.

## Життєпис
Боротьбою почала займатися з 2002 року. У 2014 році стала срібною призеркою чемпіонату світу з пляжної боротьби серед юніорів. Наступного року здобула бронзову медаль чемпіонату світу з вільної боротьби серед юніорів. У 2018 році стала бронзовою призеркою чемпіонату Європи з вільної боротьби серед молоді.
Виступає за спортивний клуб «Snogg Bryting» Нутодден. Тренер — Фархад Чалабі (з 2006).

## Спортивні результати на міжнародних змаганнях

### Виступи на Чемпіонатах світу
| Змагання                                | Збірна   | Вагова категорія          | Місце  |
| --------------------------------------- | -------- | ------------------------- | ------ |
| Чемпіонат світу з пляжної боротьби 2014 | Норвегія | жінки, W+70 кг            | Срібло |
| Чемпіонат світу з боротьби 2017         | Норвегія | жіноча боротьба, до 75 кг | 14     |

### Виступи на Чемпіонатах Європи
| Змагання                         | Збірна   | Вагова категорія          | Місце  |
| -------------------------------- | -------- | ------------------------- | ------ |
| Чемпіонат Європи з боротьби 2017 | Норвегія | жіноча боротьба, до 75 кг | 8      |
| Чемпіонат Європи з боротьби 2019 | Норвегія | жіноча боротьба, до 76 кг | 5      |
| Чемпіонат Європи з боротьби 2020 | Норвегія | жіноча боротьба, до 76 кг | Бронза |

### Виступи на Європейських іграх
| Змагання              | Збірна   | Вагова категорія          | Місце  |
| --------------------- | -------- | ------------------------- | ------ |
| Європейські ігри 2019 | Норвегія | жіноча боротьба, до 76 кг | Бронза |

### Виступи на інших змаганнях
| Змагання                                                      | Збірна   | Вагова категорія          | Місце  |
| ------------------------------------------------------------- | -------- | ------------------------- | ------ |
| Klippan Lady Open 2013                                        | Норвегія | жіноча боротьба, до 67 кг | 5      |
| Північний чемпіонат з боротьби 2013                           | Норвегія | жіноча боротьба, до 72 кг | 4      |
| Гран-прі Німеччини з боротьби 2013                            | Норвегія | жіноча боротьба, до 67 кг | 12     |
| Nordhagen Classics 2013                                       | Норвегія | жіноча боротьба, до 67 кг | 4      |
| Klippan Lady Open 2014                                        | Норвегія | жіноча боротьба, до 69 кг | 15     |
| Північний чемпіонат з боротьби 2014                           | Норвегія | жіноча боротьба, до 69 кг | Бронза |
| Nordhagen Classics 2015                                       | Норвегія | жіноча боротьба, до 69 кг | 6      |
| Klippan Lady Open 2015                                        | Норвегія | жіноча боротьба, до 69 кг | 14     |
| Північний чемпіонат з боротьби 2015                           | Норвегія | жіноча боротьба, до 69 кг | Золото |
| Гран-прі Іспанії з боротьби 2015                              | Норвегія | жіноча боротьба, до 69 кг | 8      |
| Гран-прі Парижа з боротьби 2016                               | Норвегія | жіноча боротьба, до 69 кг | 6      |
| Klippan Lady Open 2016                                        | Норвегія | жіноча боротьба, до 69 кг | 9      |
| Олімпійський кваліфікаційний турнір з боротьби 2016 (Стамбул) | Норвегія | жіноча боротьба, до 75 кг | 5      |
| Північний чемпіонат з боротьби 2016                           | Норвегія | жіноча боротьба, до 69 кг | Срібло |
| Гран-прі Іспанії з боротьби 2016                              | Норвегія | жіноча боротьба, до 75 кг | 12     |
| Гран-прі Парижа з боротьби 2017                               | Норвегія | жіноча боротьба, до 75 кг | 5      |
| Klippan Lady Open 2017                                        | Норвегія | жіноча боротьба, до 75 кг | 9      |
| Гран-прі Німеччини з боротьби 2017                            | Норвегія | жіноча боротьба, до 75 кг | 8      |
| Північний чемпіонат з боротьби 2017                           | Норвегія | жіноча боротьба, до кг    |        |
| Північний чемпіонат з боротьби 2017                           | Норвегія | жіноча боротьба, до 75 кг | Срібло |
| Гран-прі Іспанії з боротьби 2017                              | Норвегія | жіноча боротьба, до 75 кг | Бронза |
| Klippan Lady Open 2018                                        | Норвегія | жіноча боротьба, до 76 кг | 14     |
| Турнір Дана Колова — Николи Петрова 2018                      | Норвегія | жіноча боротьба, до 76 кг | 10     |
| Північний чемпіонат з боротьби 2018                           | Норвегія | жіноча боротьба, до 76 кг | Бронза |
| Відкритий чемпіонат Польщі з боротьби 2018                    | Норвегія | жіноча боротьба, до 76 кг | 10     |
| Klippan Lady Open 2019                                        | Норвегія | жіноча боротьба, до 76 кг | 13     |
| Турнір Дана Колова — Николи Петрова 2019                      | Норвегія | жіноча боротьба, до 76 кг | 5      |
| Північний чемпіонат з боротьби 2019                           | Норвегія | жіноча боротьба, до 76 кг | Золото |
| Турнір міста Сассарі з боротьби 2019                          | Норвегія | жіноча боротьба, до 76 кг | 5      |
| Турнір Яшара Догу 2019                                        | Норвегія | жіноча боротьба, до 76 кг | Бронза |
| Відкритий чемпіонат Польщі з боротьби 2019                    | Норвегія | жіноча боротьба, до 76 кг | 9      |
| Klippan Lady Open 2020                                        | Норвегія | жіноча боротьба, до 76 кг | Бронза |
| Київський Міжнародний турнір з боротьби 2021                  | Норвегія | жіноча боротьба, до 76 кг | 13     |
| Олімпійський кваліфікаційний турнір з боротьби 2021           | Норвегія | жіноча боротьба, до 76 кг | 5      |

### Виступи на змаганнях молодших вікових груп
| Змагання                                              | Збірна   | Вагова категорія          | Місце  |
| ----------------------------------------------------- | -------- | ------------------------- | ------ |
| Північний чемпіонат з боротьби серед кадетів 2010     | Норвегія | жіноча боротьба, до 60 кг | Срібло |
| Чемпіонат Європи з боротьби серед кадетів 2010        | Норвегія | жіноча боротьба, до 56 кг | 12     |
| Північний чемпіонат з боротьби серед кадетів 2011     | Норвегія | жіноча боротьба, до 60 кг | Бронза |
| Чемпіонат світу з боротьби серед кадетів 2011         | Норвегія | жіноча боротьба, до 60 кг | 16     |
| Північний чемпіонат з боротьби серед кадетів 2012     | Норвегія | жіноча боротьба, до 65 кг | Срібло |
| Чемпіонат Європи з боротьби серед кадетів 2012        | Норвегія | жіноча боротьба, до 65 кг | 8      |
| Чемпіонат Європи з боротьби серед юніорів 2013        | Норвегія | жіноча боротьба, до 67 кг | 5      |
| Чемпіонат світу з боротьби серед юніорів 2013         | Норвегія | жіноча боротьба, до 67 кг | 18     |
| Чемпіонат світу з пляжної боротьби серед юніорів 2014 | Норвегія | жінки, W+60 кг            | Срібло |
| Чемпіонат Європи з боротьби серед юніорів 2015        | Норвегія | жіноча боротьба, до 67 кг | 10     |
| Чемпіонат світу з боротьби серед юніорів 2015         | Норвегія | жіноча боротьба, до 72 кг | Бронза |
| Чемпіонат Європи з боротьби серед молоді 2016         | Норвегія | жіноча боротьба, до 69 кг | 10     |
| Чемпіонат Європи з боротьби серед молоді 2017         | Норвегія | жіноча боротьба, до 75 кг | 7      |
| Чемпіонат Європи з боротьби серед молоді 2018         | Норвегія | жіноча боротьба, до 76 кг | Бронза |
| Чемпіонат світу з боротьби серед молоді 2018          | Норвегія | жіноча боротьба, до 76 кг | 11     |